# Piltene
Piltene ( výslovnost), starší český název Piltyn, je město v Lotyšsku nacházející se na území kraje Ventspils. V roce 2010 zde žilo 1053 obyvatel.